# Cessna 441
Die Cessna 441 Conquest II ist ein zweimotoriges Geschäftsreiseflugzeug für 2 Piloten und maximal 9 Passagiere.

## Entwicklung und Technik
Die Cessna 441 ist das erste Flugzeug des US-amerikanischen Herstellers Cessna, das mit Turboprop-Triebwerken ausgestattet wurde. Nach der Korrektur anfänglicher Probleme mit Vibrationen am Höhenleitwerk wurden die ersten Exemplare 1977 ausgeliefert.
Die Cessna 441 ist mit einer Druckkabine ausgestattet und kann in Höhen von bis zu 35.000 Fuß betrieben werden. Die maximale Reisegeschwindigkeit liegt bei 294 Knoten, die Reichweite bei ca. 2000 nm. Sie ist mit einem einziehbaren Bugradfahrwerk ausgerüstet.
Durch bestimmte Modifikationen können die Triebwerke des Typs Garrett TPE 331-8-401S bei höheren Temperaturen als in der Standardversion betrieben werden. Durch diese Varianten namens „Super 8“ oder „Dash 10“ kann die Leistung der Triebwerke erheblich gesteigert werden (besseres Steigverhalten und höhere Reisegeschwindigkeit).
Bis zur Einstellung der Produktion im Jahr 1986 wurden 362 Maschinen gefertigt.

## Technische Daten
| Kenngröße             | Daten                                                    |
| --------------------- | -------------------------------------------------------- |
| Besatzung             | 1–2                                                      |
| Passagiere            | 8–10                                                     |
| Länge                 | 11,89 m                                                  |
| Spannweite            | 15,04 m                                                  |
| Höhe                  | 4,01 m                                                   |
| Flügelfläche          | 23,65 m²                                                 |
| Flügelstreckung       | 9,6                                                      |
| Leermasse             | 2577 kg                                                  |
| max. Startmasse       | 4468 kg                                                  |
| Reisegeschwindigkeit  | 480 km/h                                                 |
| Höchstgeschwindigkeit | 547 km/h                                                 |
| Dienstgipfelhöhe      | 10.668 m                                                 |
| Reichweite            | 4064 km                                                  |
| Triebwerke            | 2 × Turboprop Garrett TPE331-8-403S, je 636 shp (474 kW) |